# Senkevyčivka
Senkevyčivka (také Senkevičivka či Senkevičovka, ukrajinsky Сенкевичівка, polsky Sienkiewiczówka) je městys (ukrajinsky selyšče) v Luckém rajónu Volyňské oblasti na západní Ukrajině. Žije zde přibližně 1 300 obyvatel.
Byla založena v roce 1924, tedy v období, kdy tato oblast spadala pod Polsko. Tehdy byla součástí obce Czaruków (ukrajinsky Чаруків).
V obci byla významná česká menšina. Narodil se zde mj. český dokumentární fotograf Bohdan Holomíček.